# Врхово-при-Мирній Печі
Врхово-при-Мирній Печі (словен. Vrhovo pri Mirni Peči) — поселення в общині Мирна Печ, регіон Південно-Східна Словенія, Словенія.